# 살로메 (제자)

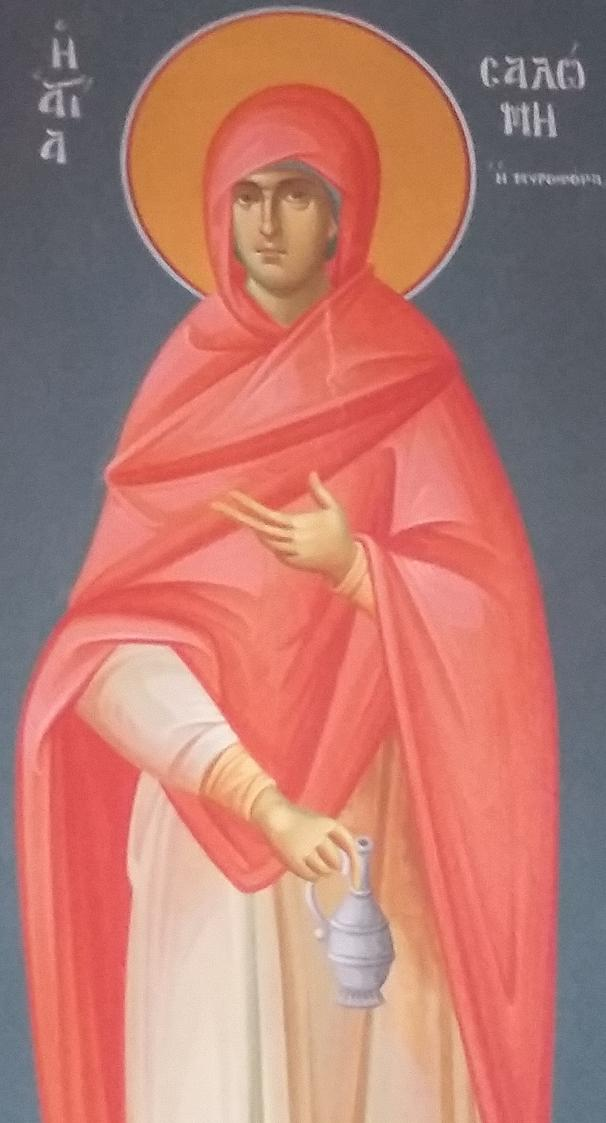

신약에서 살로메(Salome)는 정경 복음서와 외경에 간략하게 등장하는 예수의 추종자였다. 그녀는 예수의 빈 무덤을 발견한 여성인 몰약 운반자 중 한 명으로 십자가에 못 박히실 때 마가에 의해 지명되었다. 해석은 그녀를 정경 복음서에 언급되었지만 이름이 언급되지 않은 다른 여성들과 동일시했다. 특히 그녀는 종종 열두 사도 중 두 명인 야고보와 요한의 어머니인 세베대의 아내로 확인된다. 중세 전통에서 살로메(메리 살로메)는 성 안나의 딸인 세 마리의 마리아 중 한 명으로 간주되어 그녀를 예수의 어머니 마리아의 이복 누이 또는 자매로 만들었다.

## 정경 복음서에서
마가복음 15장 40~41절에서 살로메는 십자가에 못 박히신 여인 중 한 명으로 예수님을 섬기기도 했다. 요세와 또 예수께서 갈릴리에 계실 때에 그를 좇아 섬기던 살로메와 또 예수를 따라 예루살렘까지 좇아간 많은 여자가 있더라”(15:40-41, 흠정역) : "그 중에는 막달라 마리아와 또 야고보와 요셉의 어머니 마리아와 또 세베대의 자녀들의 어머니도 있더라." 가톨릭 백과사전(1913)은 마가복음 15:40의 살로메가 마태복음에 나오는 세베대의 아들들의 어머니와 동일할 것이라고 결론지었다. 후자는 마태복음 20:20에도 언급되어 있는데, 여기서 그녀는 그녀의 아들들이 낙원에서 그와 함께 앉게 해달라고 예수께 탄원한다.
요한복음에는 셋 또는 넷의 여자들이 십자가에 못 박히실 때 언급되어 있다. 이번에 그들은 예수의 "어머니와 그의 이모, 글로바의 아내 마리아와 막달라 마리아"로 명명되었다. (요한복음 19:25) 일반적인 해석은 살로메를 예수의 어머니의 누이로 식별하여 그녀를 예수의 이모로 만든다. 전통적인 해석은 글레오바의 아내 마리아(요한복음의 세 번째 여자)를 알패오의 아들 야고보의 어머니 마리아(마태복음의 세 번째 여자)와 연관시킨다.
마가복음에서 살로메는 예수님의 몸에 향료를 바르기 위해 예수님의 무덤에 갔던 여인들 중 한 명이다. “안식일이 지나매 막달라 마리아와 야고보의 어머니 마리아와 또 살로메가 와서 예수께 바르려고 향품을 사왔더니” (막 16:1) 그들이 돌이 굴려진 것을 보고 흰 옷 입은 청년이 그들에게 예수께서 살아나셨다고 말하며 예수의 제자들에게 갈릴리에서 만나리라고 전하라고 이르되 마태복음 28:1에는 평행 구절에 두 명의 여성이 언급되어 있다. 막달라 마리아와 "다른 마리아"는 이전에 마태복음 27:56에서 야고보와 요셉의 어머니 마리아로 확인되었다.
정경 복음서에서는 살로메를 "제자"(mathētēs)라고 부르지 않는다. 따라서 주류 기독교 저술가들은 일반적으로 그녀를 "따랐고" "성역을 베푼" 여성들에 대한 언급에 따라 그녀를 예수의 "추종자"로 묘사한다.(막 15:41). 그러나 페미니스트 비판자들은 주류 전통이 지속적으로 예수의 여성 지지자들의 중요성을 과소평가하고 있다고 주장했다.

## 같이 보기
- 사라 (프랑스)